# Aliaxandr Stsiashenka
Aliaxandr Stsiashenka –en bielorruso, Аляксандр Сцяшэнка– (30 de octubre de 1986) es un deportista bielorruso que compitió en judo. Ganó una medalla de plata en el Campeonato Europeo de Judo de 2010, en la categoría de –81 kg.

## Palmarés internacional
| Campeonato Europeo | Campeonato Europeo | Campeonato Europeo | Campeonato Europeo |
| Año                | Lugar              | Medalla            | Categoría          |
| ------------------ | ------------------ | ------------------ | ------------------ |
| 2010               | Viena (Austria)    | Medalla de plata   | –81 kg             |